# Kriegsgräberstätte Weeze
Koordinaten: 51° 38′ 15″ N, 6° 12′ 32,8″ O

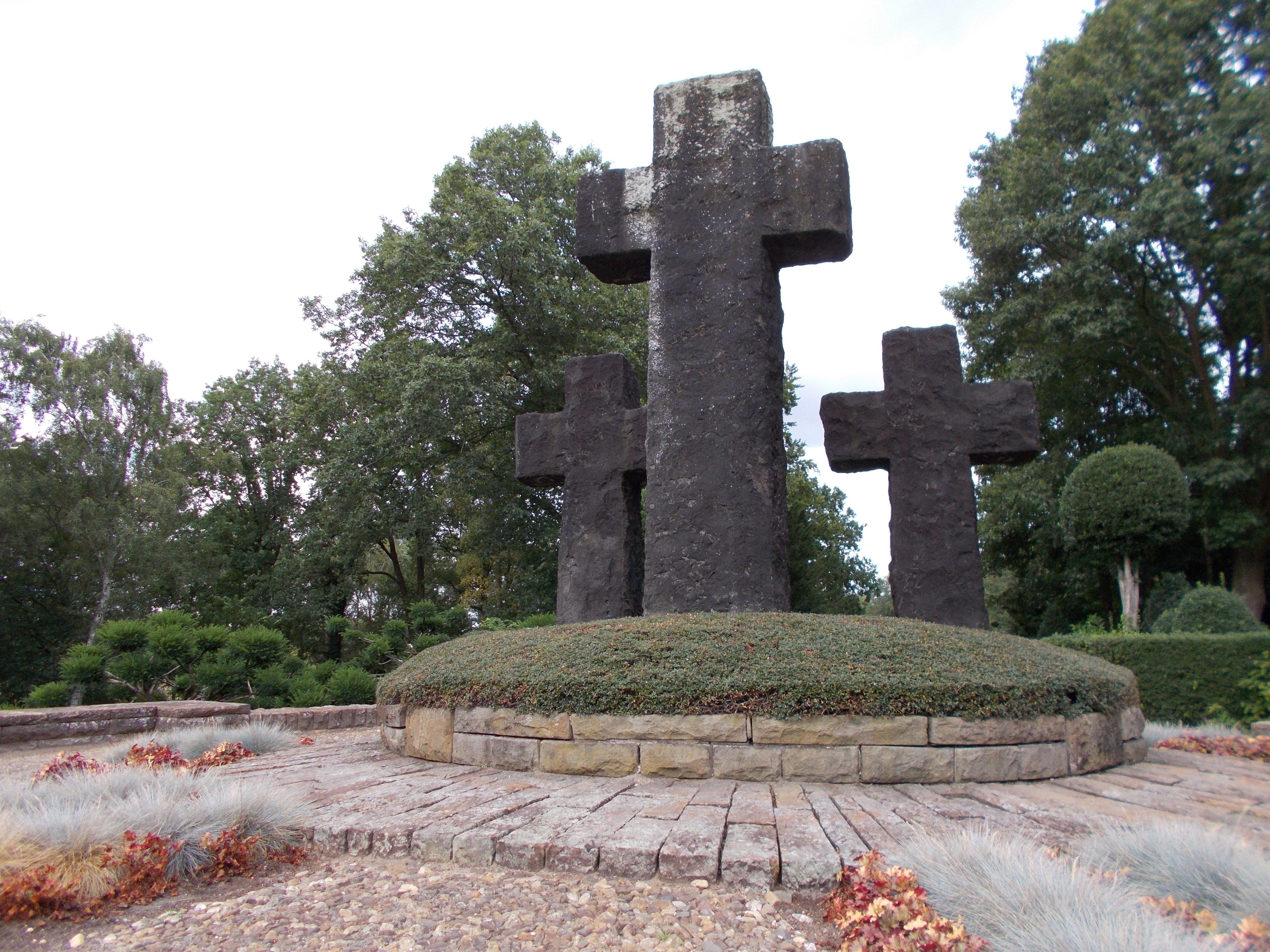
Wahrzeichen der Kriegsgräberstätte sind die drei Hochkreuze aus schwarzen Basalt.

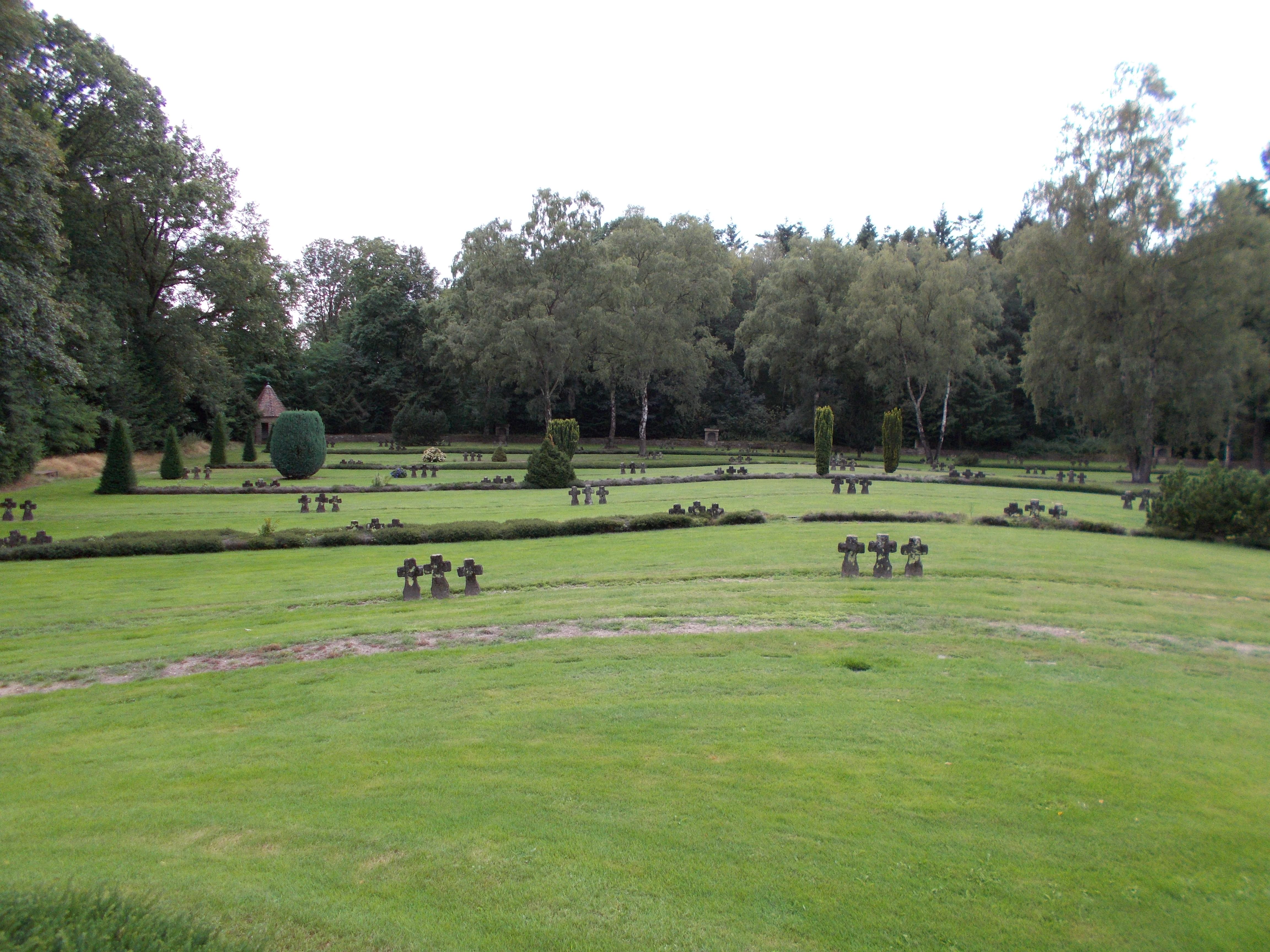
Einzelne kleine Kreuzgruppen stehen wie Sühnekreuze zwischen den Gräberreihen. Die Rasengräber der Soldaten sind unsichtbar.

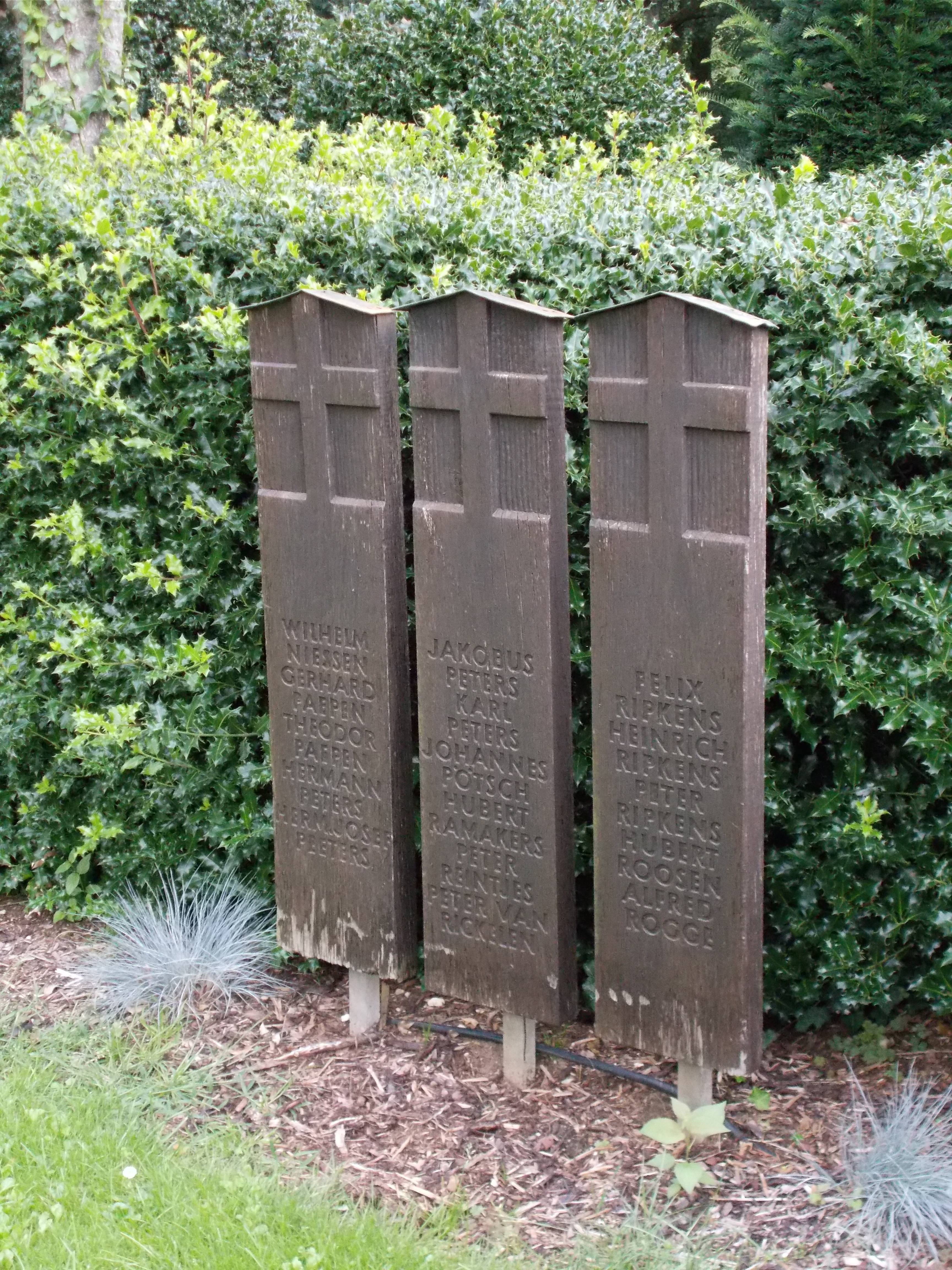
Namen gefallener Weezer auf Eichenholzsteelen.

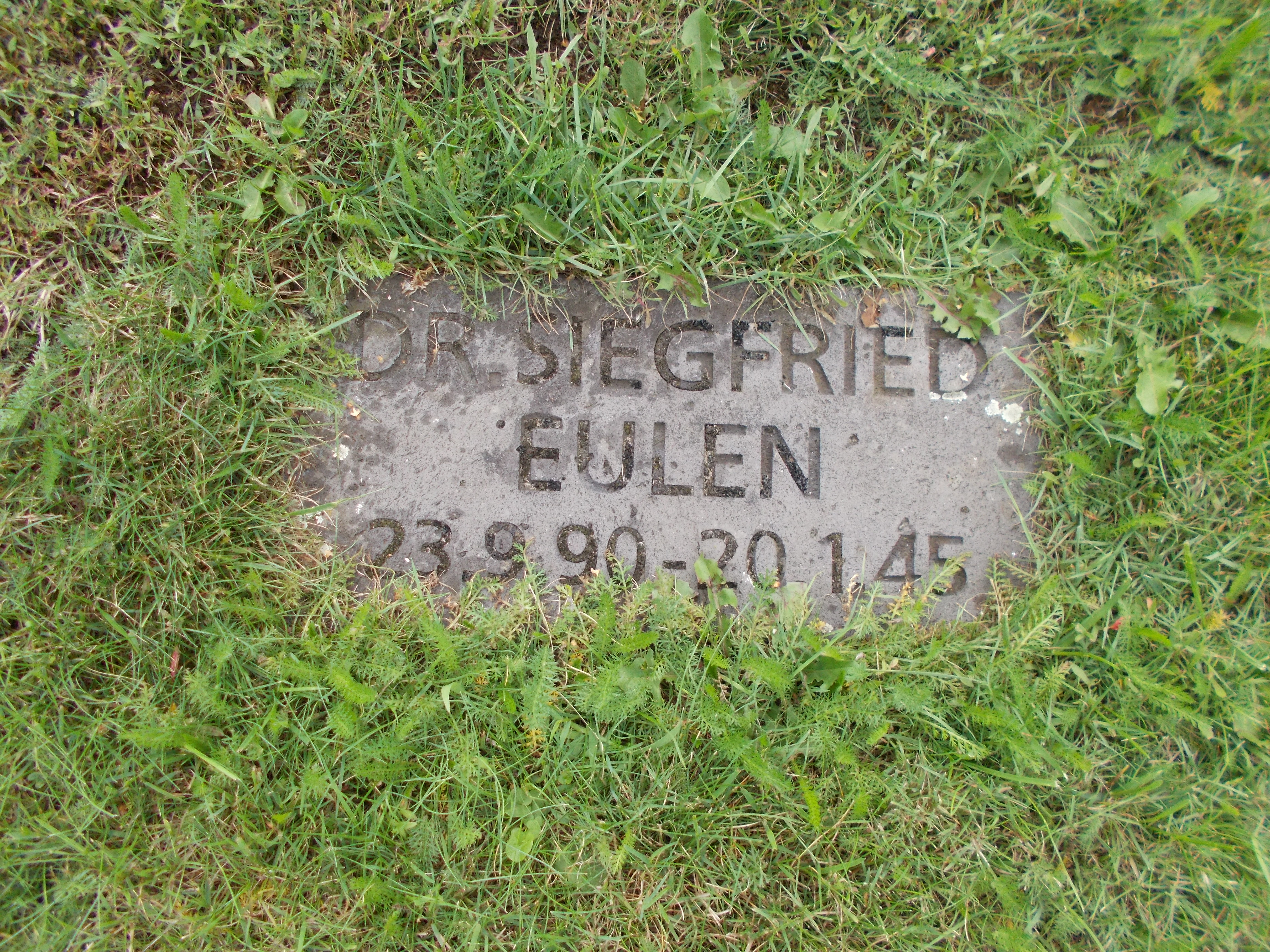
Der Grabstein des VDK-Gründers Dr. Siegfried Emmo Eulen ist genauso unscheinbar wie der anderer Soldaten.

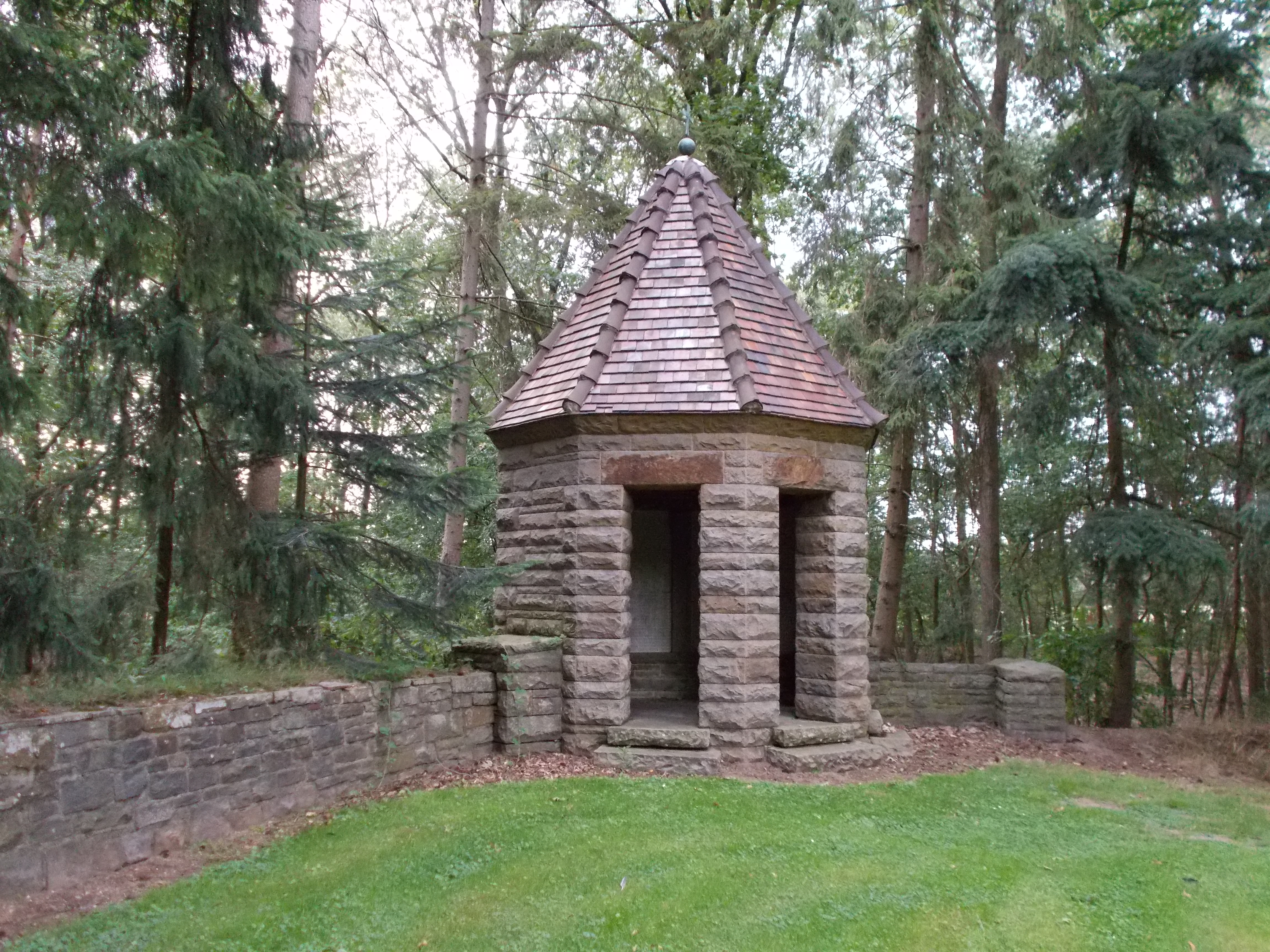
Eine der beiden Kapellen an der hinteren Friedhofsmauer.

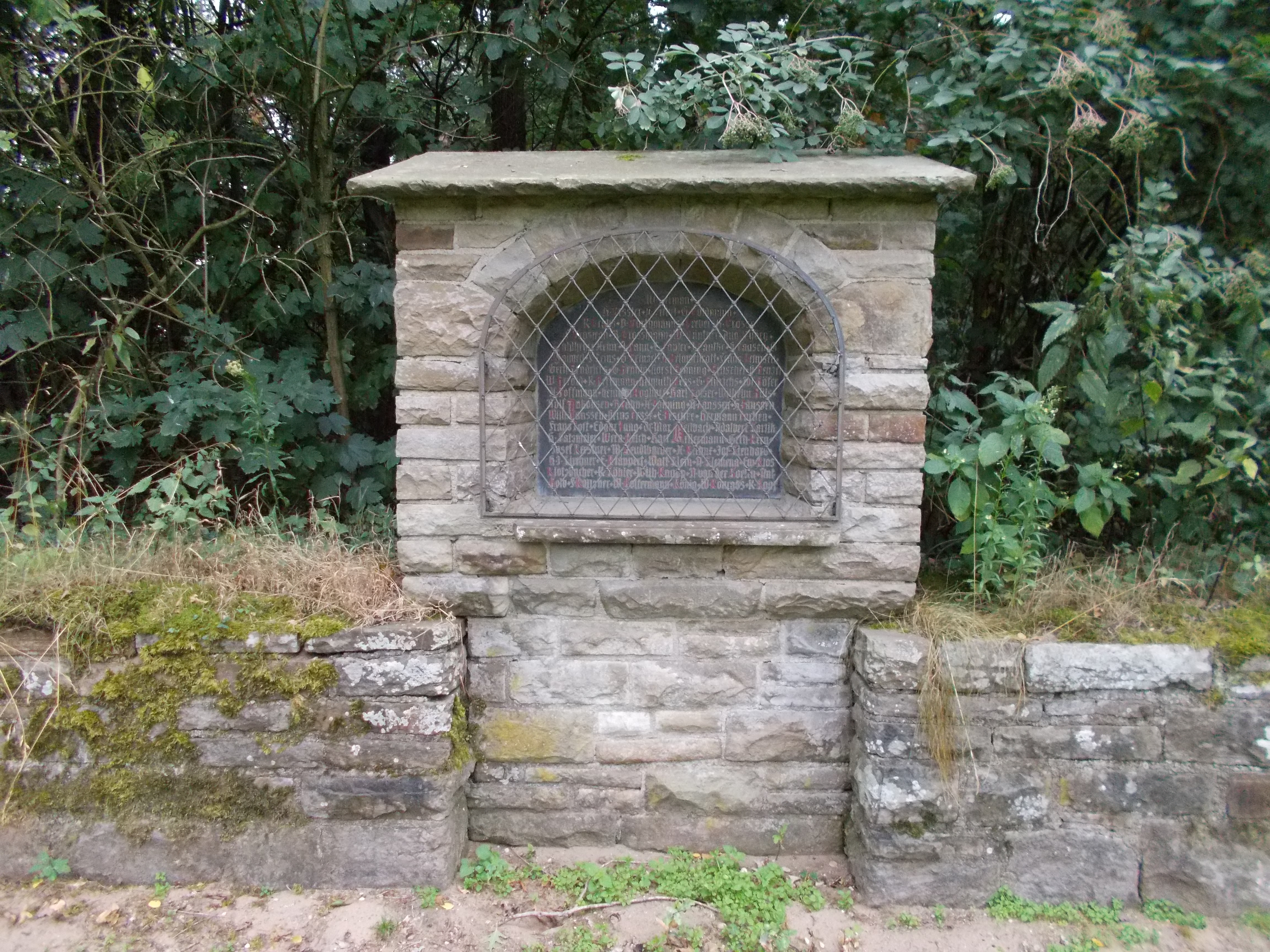
Gedenkschrein für vermisste und verschollene Soldaten an der hinteren Friedhofsmauer.

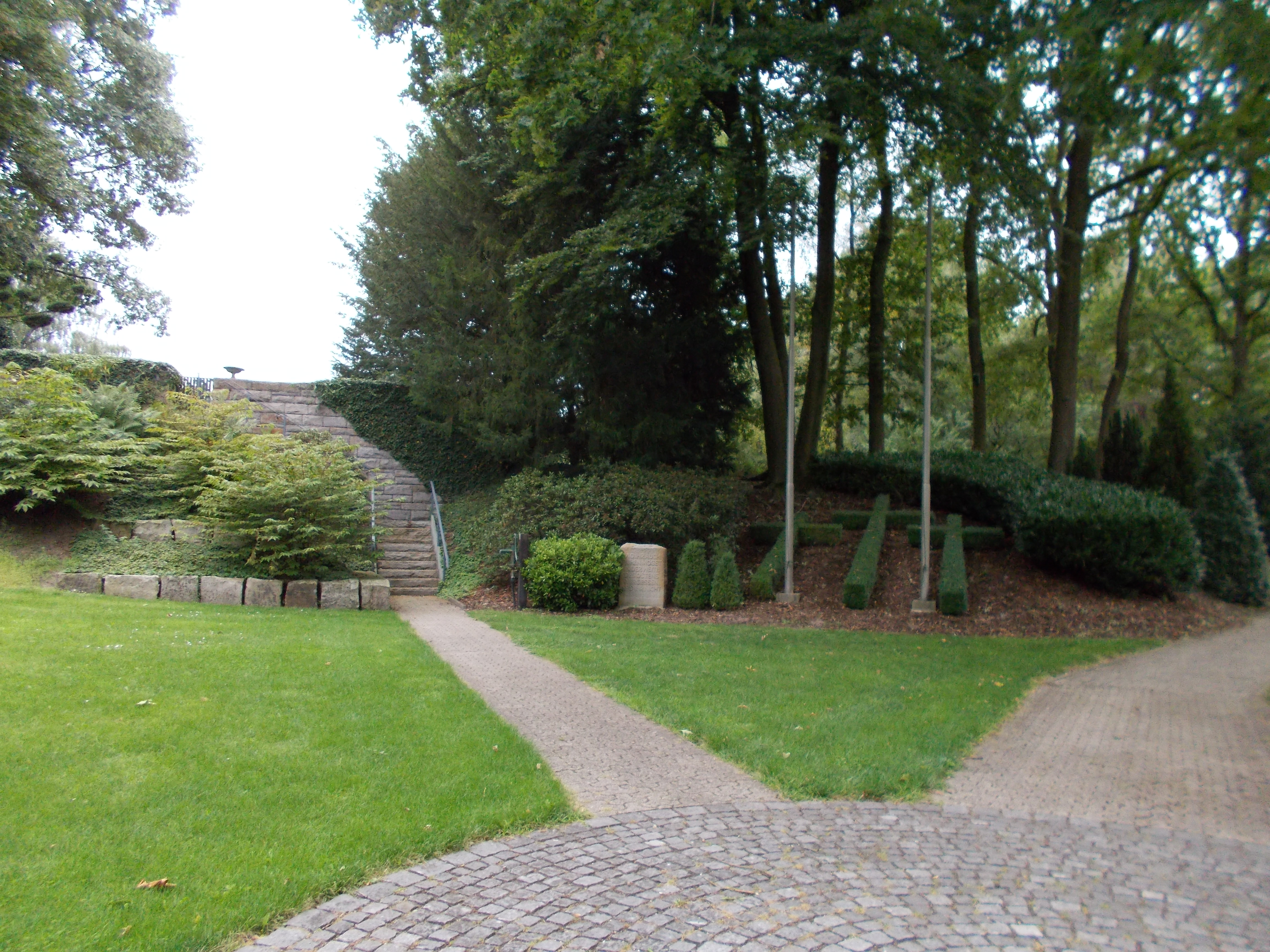
Der Friedhofsvorplatz wurde 2010 neu gestaltet.

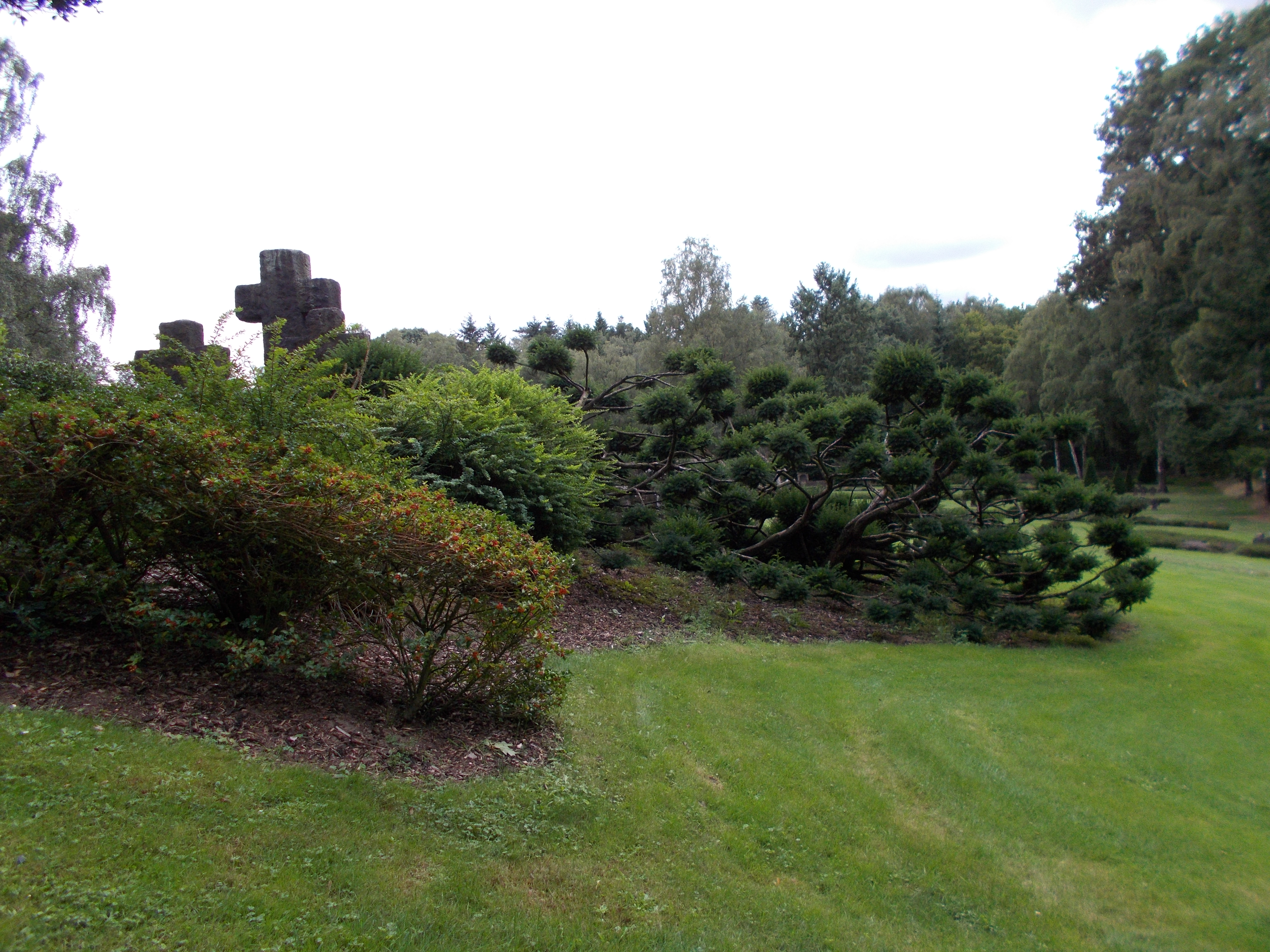
Formgehölze und Gebüsch am 2010 neugestalteten Rondell.

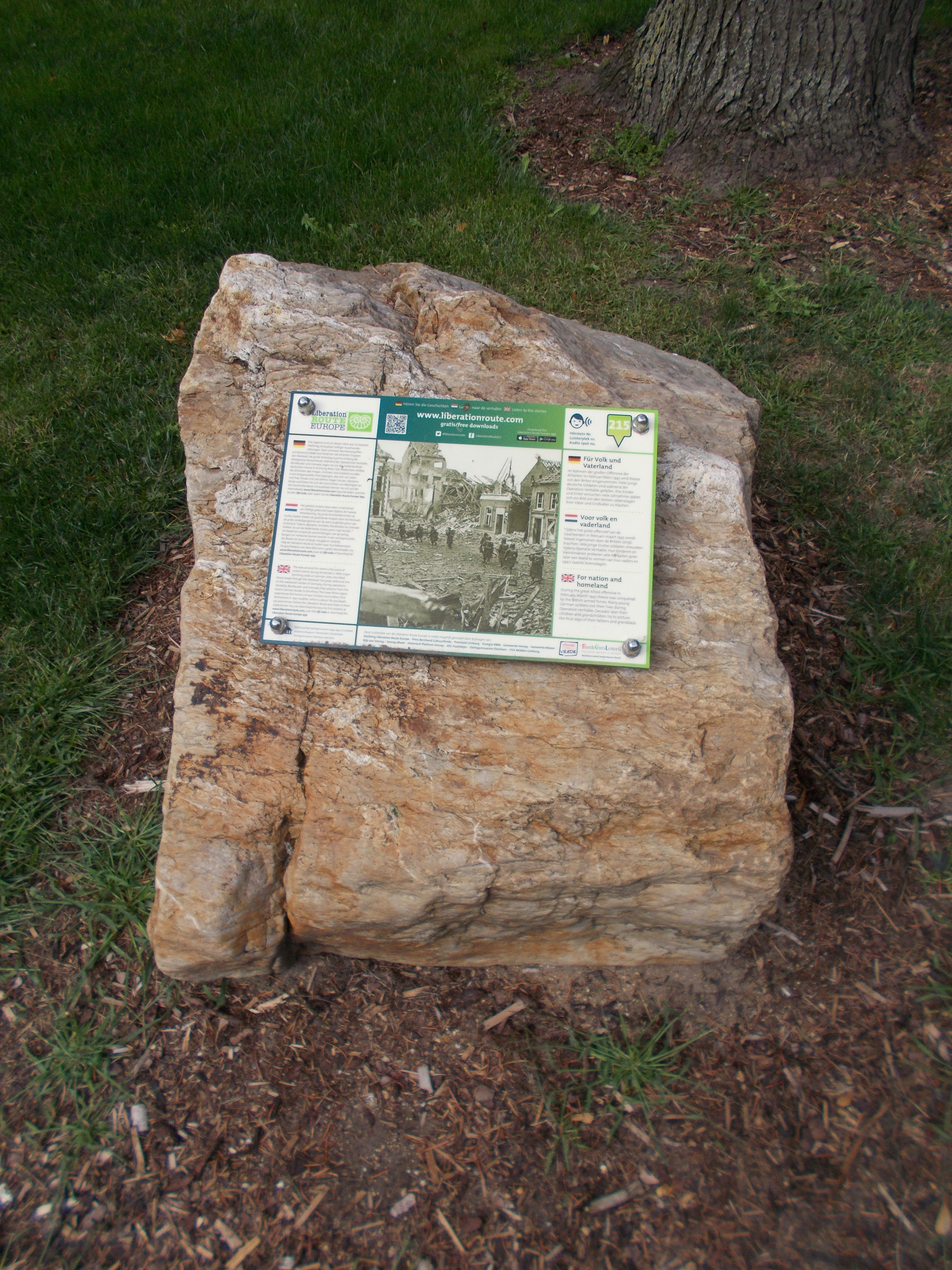
Flüsterstein der Liberation Route Europe auf der Weezer Kriegsgräberstätte.

Die Kriegsgräberstätte Weeze ist ein deutscher Ehrenfriedhof am nordöstlichen Ortsrand von Weeze in einem Waldgebiet an der Uedemer Straße. Auf ihr sind 2.016 Kriegstote des Zweiten Weltkrieges begraben. Sie ist eine der wenigen Kriegsgräberstätten in Nordrhein-Westfalen, die nicht vom Landesverband, sondern von der Bundesbauleitung des Volksbundes angelegt wurde. Am 10. September 1950 wurde die Kriegsgräberstätte Weeze durch den damaligen Bundespräsidenten Theodor Heuss eingeweiht und der Gemeinde übergeben.

## Geschichte
Bei der Invasion der Westalliierten im Februar und März 1945 am Niederrhein war Weeze ein heftig umkämpftes Gebiet. Vom 28. Februar bis zum 2. März 1945 lieferten sich die Armeen erbitterte Kämpfe von Haus zu Haus, bis sich die Wehrmacht-Truppen gen Osten zurückzogen. Die vorrückenden britischen und kanadischen Einheiten begruben die Gefallenen, die sie fanden, auf dem ehemaligen Schlachtfeld östlich von Weeze, im Volksmund „Sandberg“ genannt. Viele der Toten blieben jedoch unbestattet in Feldern, Wäldern oder den eingestürzten Häusern. Weeze war zu 80 % zerstört.
Nach der Rückkehr der evakuierten Weezer im August 1945 in ihre Heimatgemeinde begannen die Aufräumarbeiten und der Wiederaufbau. Die Toten wurden geborgen und ihre Gräber erfasst. Zum Gedenken der toten Soldaten sollte eine bleibende Kriegsgräberstätte errichtet werden. Dafür stellte Gräfin Isabelle von Loë das 2 ha große Gelände am Sandberg zur Verfügung. Planung und Bau des Ehrenfriedhofs unterstand der Bundesbauleitung des Volksbundes. Chefarchitekt der Anlage war Robert Tischler.
Ab 1947 begann der Volksbund die Gefallenen aus den umliegenden Ortschaften aus den Feldgräbern zu bergen und auf dem Ehrenfriedhof in Weeze umzubetten. Die Toten stammen aus den Gemeinden Aldekerk, Capellen, Geldern, Herongen, Hülm, Issum, Kevelaer, Kervenheim, Uedem, Uedemerfeld, Uedemer Bruch, Wankum, Wachtendonk, Walbeck, Weeze, Wetten, Winnekendonk, Veert und Vernum.
Der Friedhof wurde am 10. September 1950 vom 
Theodor Heuss (erster Bundespräsident der Bundesrepublik Deutschland) eingeweiht und der Gemeinde Weeze übergeben. An der Eröffnungsfeier nahmen Angehörige der Toten, Bürger aus Weeze und der Umgebung, Mitglieder des britischen und italienischen Gräberdienstes sowie Besucher aus den Niederlanden teil.
Zum 50-jährigen Jubiläum, im Jahr 2000, pflanzte NRW-Ministerpräsident Wolfgang Clement zusammen mit dem Bürgermeister Johannes Snelting am Volkstrauertag einen Ginkgobaum als Symbol gegen das Vergessen.
Zum 60-jährigen Bestehen 2010 wurde der Friedhof restauriert. Teile der Anlage, darunter der Friedhofsvorplatz, wurden neu gestaltet. Dafür bekam die Gemeinde Weeze vom Volksbund Deutsche Kriegsgräberfürsorge die Anerkennungsplakette in Silber verliehen.
Seit dem 1. Oktober 2014 ist die Kriegsgräberstätte Weeze Teil der Liberation Route Europe. Der Hörstein 215 trägt den Titel „Für Volk und Vaterland“. Ein weiteres Audioprojekt über die Ereignisse des Zweiten Weltkrieges entstand 2017 („Aufrecht gehen“).

## Ort
Die Anlage beeindruckt durch ihre außergewöhnliche Landschaftsarchitektur. Sie wurde in das leicht wellige, zu einem Hügelkamm auflaufende Gelände eingebettet. Zentraler Mittelpunkt ist eine mächtige Hochkreuzgruppe aus schwarzen Basalt auf einem erhöhten Rondell, mit aufgeschütteten Erdwall. Er trennt den Friedhofsvorplatz, auf dem Buchsbaumkreuze und eine Steinstele an verschollener Soldaten der Ostfront gedacht wird, vom halbrunden Heldenhain. Über den steinernen Aufgang zur Hochkreuzplattform führt ein schmaler Pfad zu dessen beiden Seiten 18 Gruppen Eichenstelen in Dreiergruppen stehen. Auf ihnen sind die Namen gefallener Weezer zu lesen. Vom Rondell überblickt man das ringförmige Ehrenfeld, dass sich nach Westen hin zu einem Viertelkreis verjüngt.
Im Gegensatz zu anderen Kriegsgräberstätten sind die Soldatengräber nicht mit den für den Zweiten Weltkrieg typischen einheitlichen Steinkreuzen markiert. Die Namen der Gefallenen mit Geburts- und Todesdatum stehen auf kleinen Grabplatten aus Hartbranndstein in die Wiese eingelassen. Auf Rang- und Einheitsbezeichnung wurde dabei verzichtet. Das Motiv der drei Basaltkreuze wiederholt sich in kleinerer Form in den mit Heidekraut bepflanzten Zwischenreihen. Sie erinnern an Sühnekreuze. Vereinzelt sind Formgehölze und Bäume in die bogenförmigen Heidekrautbeete gepflanzt.
Der hinteren Friedhofsteil wird durch einen Mauerbogen mit fünf Gedenkschreinen begrenzt. An den beiden Enden steht jeweils ein achteckiges Kapellenhäuschen. Im Inneren der Kapellenhäuschen sind auf Solnhofener Kalksteinplatten die Namen der Gefallenen aufgeschrieben. Einige der unbekannten Soldaten konnten im Laufe der Jahre identifiziert werden. Die Namen der vormals Verschollenen stehen in den Mauerschreinen auf Tafeln aus Ruhrsandstein.
Allerdings ist der nationalsozialistische Einfluss in der Landschaftsgestaltung des VDK-Chefarchitekten Robert Tischler nicht zu verbergen. Die Idee für den Heldenhain entstand bereits in den 1930ern und erinnert von der Bauart stark an die Thingplätze. Statt jedoch jeden einzelnen Gefallenen ein Kreuz aufzustellen, sollte ein zentrales Monument, wie etwa eine Totenburg, an die Verstorbenen als Einheit erinnern. Durch die unscheinbaren Täfelchen geht der einzelne Tote in der Masse unter. Der Plan, Soldatengräber zu anonymisieren und stattdessen ein einzelnes Gedenkmonument zu errichten, war aber selbst den Nazis zu sozialistisch, da es der propagierten Heldenverehrung widersprach. So wurde das Projekt erst nach dem Krieg realisiert und mit christlichen Symbolen ergänzt.
Dass bei dem Bau der Kriegsgräberstätte geklotzt und nicht gekleckert wurde zeigen einige historische Aufnahmen über die Errichtung der monumentalen Anlage. So wurden die drei großen Hochkreuze aus einem 275 Tonnen schweren Basaltmonolithen aus der Eifel geschnitten und mit speziellen Schwertransportfahrzeugen an ihren Bestimmungsort gebracht. Das mittlere Kreuz ist 5 m hoch und hat ein Gewicht von 19 Tonnen, die beiden Seitenkreuze sind jeweils 3,50 m hoch und je 15 Tonnen schwer. Die achteckigen Kapellenhäuschen bekamen jeweils eine Kuppel aus einem 12 Tonnen schweren Ruhrsandsteinmonolithen, und für die Bepflanzung des Friedhofs wurden mit Lastwagen des VDK 130.000 Heidekrautpflanzen angeliefert.
Vielleicht wollte man mit dem Soldatenfriedhof dem Gründer des Volksbundes Deutsche Kriegsgräberfürsorge 1919 ein Denkmal setzen. Dr. Siegfried Emmo Eulen starb am 20. Januar 1945 im Lazarett auf Schloss Wissen an den Folgen eines Lungensteckschusses. Sein Grabtäfelchen ist zwar ebenso unscheinbar wie das der anderen Kriegstoten, jedoch findet sich gegenüber an der Rondellmauer ein Gedenkspruch.
2010 wurde die Kriegsgräberstätte Weeze restauriert und zum Teil neu gestaltet. Der Bereich um die Hochkreuze wurde überarbeitet und mit Hecken und Formgehölzen bepflanzt, die alten, teils stark verwitterten, Grabplatten wurden durch neue ersetzt. Der Friedhofsvorplatz und der Weg zum Haupteingang an der Uedemer Straße wurden umgestaltet und neu bepflanzt. Entlang des Weges stehen Gabionen gefüllt mit den alten Grabplatten.

## Sonstiges
Auf der Kriegsgräberstätte Weeze wurden vorwiegend Kriegstote aus dem Zweiten Weltkrieg begraben. 
Es gibt auch einige Gräber mit Toten aus dem Ersten Weltkrieg, die hier umgebettet sind. Jedes Jahr zum Volkstrauertag findet eine Gedenkveranstaltung statt.

## Zitate
»Das Sterben am Niederrhein 1944 / 1945 war ein „Opfergewordensein“, ein „Geopfertgewordensein“, denn der Krieg war damals schon verloren, und viele, die hier liegen, wussten, dass er verloren sei. Und das ist das tragisch drückende Gefühl: Sie starben an ihre Pflicht gebunden, und davon darf nur in Dankbarkeit und Ehrfurcht vor dem Einzelschicksal gesprochen werden. Ein anderer Ton ist nicht erlaubt.«

Bundespräsident Theodor Heuss bei der Friedhofseröffnung 1950
»Der im Gedächtnis des Volkes gegründet das Grab des Soldaten, fand als Soldat hier sein Grab. Denk deiner Toten Volk!«

Inschrift am Rondell zum Gedenken an Siegfried Emmo Eulen 23.9.1890 – 20.1.1945